# Чеширский Кот
Чеширский Кот (англ. Cheshire Cat, также Масленичный Кот в переводе В. Набокова) — персонаж книги Льюиса Кэрролла «Алиса в Стране Чудес». Постоянно улыбающийся кот, умеющий по собственному желанию телепортироваться, быстро исчезать или, наоборот, постепенно растворяться в воздухе, оставляя на прощанье лишь озорную широкую улыбку.

«Видала я котов без улыбок. Но улыбку без кота!..»— замечание Алисы в советской анимационной экранизации книги Л. Кэрролла «Алиса в Стране Чудес»
Занимает Алису не только забавляющими её разговорами, но и порой чересчур досаждающими философскими измышлениями. Единственный персонаж, являющийся «земляком» автора — уроженца графства Чешир (Честершир) в Северо-Западной Англии.
Джон Тенниел, иллюстратор, создавший популярные рисунки к «Алисе», ранее нарисовал ухмыляющегося кота для политической карикатуры, и, возможно, это изображение повлияло на дизайн Чеширского Кота в романе Льюиса Кэрролла. Потом, в некоторых экранизациях романа, Коту стали придавать зловещий вид с жуткой зубастой ухмылкой.

«Вид у него был добродушный, но когти длинные, а зубов так много, что Алиса сразу поняла, что с ним шутки плохи».
Однако независимо от зловещих воплощений Чеширский Кот остается любимым детским персонажем, олицетворяющим причудливость и непредсказуемость Страны Чудес.

## Происхождение образа
В первоначальном варианте книги Льюиса Кэрролла Чеширский Кот отсутствовал. Появился он только в 1865 году. В те времена часто использовалось выражение — «улыбается, как чеширский кот». Существуют различные версии происхождения этой поговорки. Вот две из них.
1. В графстве Чешир, где родился Кэрролл, некий до сих пор неизвестный маляр рисовал улыбающихся котов над дверьми таверн[5]. Исторически это были скалящиеся львы (или леопарды), но в Чешире мало кто видел львов.
2. Во втором объяснении[6], говорится о том, что в былые времена вид улыбающихся котов придавали знаменитым чеширским сырам[7], история которых насчитывает уже более девяти веков.

В «Книге вымышленных существ», в разделе «Чеширский Кот и Коты из Килькеннии» (англ. The Cheshire Cat and the Killkenny Cats), Борхес пишет:

«В английском языке есть выражение «grin like a Cheshire cat» (грин лайк'э Чэшиэ кэт — сардонически усмехаться, как чеширский кот). Предлагаются разные объяснения. Одно состоит в том, что в Чешире продавали сыры, похожие на голову улыбающегося кота. Второе — что над высоким званием небольшого графства Чешир «смеялись даже коты». Ещё одно — что во времена царствования Ричарда III в Чешире жил лесничий Катерлинг, который, когда ловил браконьеров, злобно ухмылялся.»
«В повести «Алиса в Стране Чудес», опубликованной в 1865 году, Льюис Кэрролл наделяет Чеширского Кота способностью постепенно исчезать, пока от него не остаётся только одна улыбка — без рта и без зубов.»

А вот способность исчезать Чеширский Кот из Страны Чудес перенял у призрака Конглтонского Кота. При жизни этот кот был любимцем смотрительницы аббатства, но в один прекрасный день он не вернулся домой после очередной прогулки… Несколько дней спустя женщина услышала царапанье в дверь, — на пороге сидел её любимый кот, впрочем, через мгновение он исчез, как будто бы испарился в воздухе. Призрак белого кота видели сотни людей на протяжении многих лет. Он являлся каждый вечер: его видели и смотрительница, и её друзья, и посетители чеширского аббатства. Кэрролл, видимо, был вдохновлён этой историей и использовал образ Конглтонского кота-призрака, придумывая своего улыбчивого Чеширского Кота.
Когда молодой Доджсон приехал в Оксфорд, там как раз шла дискуссия о происхождении этой поговорки. Доджсон — уроженец Чешира — не мог не заинтересоваться ею.
Также есть версия о том, что при создании образа Кота Кэрролл вдохновился резными деревянными орнаментами в церкви в деревушке Крофт на севере графства Чешир, где его отец служил пастором, а также о том, что в одном из городов графства Чешир бытовала легенда о появляющемся и исчезающем призраке кота.

## Чеширский Кот в культуре
Кот появляется в других работах, основанных на «Алисе в Стране Чудес»:
- Чеширский Кот появляется в диснеевских книгах и мультфильме «Алиса в Стране Чудес». Кот также появляется в серии игр Kingdom Hearts (Киндэм Хартс) в мире Wonderland (Вандерленд), основанном на диснеевском мультфильме.
- Астрономы дали название «Чеширский Кот» группе далёких гигантских галактик из-за похожести их снимков на улыбающуюся кошачью внешность. Это скопление галактик содержит одну гигантскую эллиптическую галактику и другие, гораздо меньшие – две галактики «глаз» и галактику «нос». Множественные дуги круглого «лица» являются четырьмя фоновыми галактиками, расположенными позади галактик «глаз»[10].
- В медицине в 1968 году доктор Эрик Байуотерс (E. Bywaters) из Канадского Мемориального госпиталя Красного Креста предложил называть «синдромом Чеширского Кота» состояние больного, при котором нет явной патологической симптоматики, хотя само заболевание осталось и продолжает прогрессировать[11].
- В компьютерной игре American McGee’s Alice (Америкэн Макги'с Элис) Чеширский Кот тощ, как скелет, и покрыт татуировками. В игре он является компаньоном и гидом Алисы. В игре-сиквеле он также присутствует, но там у него более тёмная шерсть.
- В книге Джеффа Нуна «Автоматическая Алиса»[12] объясняется способность Кота появляться и исчезать.
- В рассказе Анджея Сапковского «Золотой полдень»[13] события книги Льюиса Кэррола «Алиса в Стране Чудес» излагаются от лица самого Чеширского Кота, который по сюжету является повелителем всех кошек.
- Существует популярная интеллектуальная игра «Чеширский Кот», напоминающая «Что? Где? Когда?» или «Брейн-ринг», в которой две команды отвечают на вопросы — и после каждого правильного ответа команда отсаживает из-за стола одного игрока (название игре дано благодаря сходству с Чеширским Котом, который исчезал по частям). Побеждает та команда, которой первой удалось «исчезнуть» полностью.
- В романах Джаспера Ффорде Чеширский Кот выступает в роли библиотекаря Великой Библиотеки Книгомирья, и из-за административной реформы в Англии называет себя «Единственным и Полномочным Представителем Уоррингтонских Котов»[14].
- В трилогии Фрэнка Беддора «Войны Зазеркалья»[15] Кот — отрицательный персонаж. Он является самым жестоким убийцей Королевы Редд и способен превращаться из котоподобного жуткого гуманоида в чёрного котёнка. Из всех положительных персонажей с ним способен сражаться на равных только Шляпник Мэддиган. Имеет 9 жизней, но к концу первой книги теряет 8 из них.

- Чеширский Кот также присутствует в фильме Тима Бёртона «Алиса в Стране Чудес», где он изображён как симпатичный кот больших размеров с синими полосками на шерсти. В фильме он умеет менять обличья и принимает облик Безумного Шляпника (его можно узнать по глазам), чтобы спасти его в обмен на его шляпу. В игре по фильму он — игровой персонаж, способный исчезать и появляться, а также раскрывать скрытое (и наоборот). Безумный Шляпник затаил на Кота старую обиду (в разгар нападения дракона Бармаглота, Чеширский Кот, вместо помощи в бегстве клану Цилиндров, собрал все пожитки своей медицинской лаборатории и исчез в воздухе).
- Прапорщик Шрёдингер из аниме «Хеллсинг» по описанию в манге также обладает свойствами Чеширского Кота, практически постоянно ухмыляясь и обладая способностью пребывать «повсюду и нигде». Этот персонаж представлен в виде ребёнка с ушами и хвостом — мальчика-кота. Шрёдингер является своеобразной смесью понятия «Чеширский Кот» (умеет исчезать) и «Кот Шрёдингера» (пребывает в двух состояниях одновременно).
- Чеширский Кот также появляется в серии японских игр QuinRose (КюинРоуз) Heart no Kuni no Alice (Харт ноу Куни ноу Элис).
- В аниме и манге Сердца Пандоры, Чеширский Кот — одна из сильнейших цепей Бездны, которой не требуется контрактор.
- В ОВА серии аниме Black Butler (Блэк Батлер) «Сиэль в Стране Чудес», синигами Грелль Сатклифф предстаёт в образе Чеширского Кота.
- Чеширский Кот также встречается в саге Роджера Желязны «Хроники Амбера», где среди множества миров, существует в том числе мир Страны Чудес со всеми его обитателями. Чеширский Кот предстаёт как эксперт в области магических знаний.
- В аудиопостановке от Big Finish Productions (Биг Финиш Продакшэнз) «Загреус» Восьмой Доктор, блуждая по своему кораблю ТАРДИС, нашёл комнату, внутри которой находился лес, в котором жил Чеширский Кот. Кот запер Доктора в свинцовом ящике, но в итоге выпустил, после чего они некоторое время беседовали.
- Так называемая «улыбка Чеширского Кота» — один из объектов в игре SCP-087-B, ставший одним из интернет-мемов.
- В российской политике улыбающегося Дмитрия Козака в конце 1990-х часто сравнивали с Чеширским Котом. «Все быстро научились распознавать, когда он высказывает своё мнение, а когда излагает то, что ему положено по должности. «Мариинская» примета: чем шире и ослепительнее улыбка Козака — тем меньше он верит в то, что говорит…»[16].
- В аниме Эксперименты Лэйн в виртуальном мире с главной героиней общается персонаж, изображённый в виде одной лишь улыбки. В связи с этим, она сравнивает его с Чеширским Котом.
- В комиксах компании Zenescope (Зэнэскоп), Чеширский Кот является отрицательным персонажем. Один из обитателей Страны Чудес. Огромный кот с когтями похожими на бритвы. Обладает наклонностями маньяка. Склонен к садизму.
- В психоделическом мюзикле «Беги, Алиса, беги»[17] (постановка Максима Диденко в Московском театре на Таганке) Чеширский Кот, одетый в серый клетчатый костюм и белую рубашку с галстуком, больше не улыбается, вытирает лапой слёзы. Он впал в депрессию[18].
- Дебютный альбом американской поп-панк группы Blink-182, называется «Чеширский Кот».
- В трилогии «Прометей»[19] Евгения Гуляковского одним из ведущих второстепенных персонажей является Йоркширский Исчезающий Кот по кличке Шарго. Шарго может говорить, исчезать, проходить сквозь стены и обладает магическими способностями. Прототипом Йоркширского Кота послужил Чеширский Кот, на что автор прямо указывает в тексте книг.
- Чеширский Кот встречается в сериале ABC (Эй-би-си) «Однажды в Стране Чудес». Там он показан огромным чёрным котом с синеватым оттенком, является нейтральным персонажем.
- В балете «Алиса в Стране Чудес» (постановка балетмейстера Кристофера Уилдона) для Чеширского Кота придумано много разных спецэффектов. Кота исполняют много артистов, которые то появляются, то «распадаются» на разные кусочки. И, нарушив все пропорции кошачьего тела, его кусочки танцуют сами по себе. Это сценическое воплощение Кота сделано так, как когда-то было в диснеевском мультфильме[20].
- Чеширский Кот лукаво улыбается на дереве в Ботаническом саду Оксфордского университета. Скульптура расположена в Литературном лесу Огороженного сада[21].
- В Нью-Йорке в Центральном парке Манхэттена установлена скульптурная композиция персонажей «Алисы». Группа бронзовых статуй включает Чеширского Кота и любимицу девочки кошку Дину.
- Медный Чеширский Кот вместе с другими персонажами «Алисы» поставлен в Кисловодске на улице Герцена[22].

- Граффити на Чешир-стрит в Шордитч, Лондон
- Скульптура на киностудии Рамодзи
- Косплей – Алиса и Чеширский Кот, Otakuthon, 2014
- Вывеска для магазина игрушек с названием «Чеширский Кот» на Мэйн-стрит 32, Хиллсборо,
графство Даун, Северная Ирландия